# О праве войны и мира
О праве войны и мира (лат. De jure belli ac pacis libri tres «Три книги о праве войны и мира») — трактат Гуго Гроция о юридических основаниях войны, который был опубликован в 1625 году в Париже с посвящением Людовику XIII и лёг в основу международного права Нового времени.

## Создание и описание
Гроций начал писать трактат на латыни в заточении, вдохновляясь идеями испанцев Франсиско де Виториа и Франсиско Суареса. Работа была закончена в изгнании, в Санлисе, в 1623 году.
Период жизни Гуго Гроция пришёлся на времена Восьмидесятилетней и Тридцатилетней войн между католиками и протестантами Европы, поэтому его глубоко беспокоил вопрос о возможности юридического урегулирования конфликтов между государствами и религиями. Гроций писал:

Полностью убеждён… что существует общее право народов, которое действует для войны и во время войны, у меня было много весомых причин для того чтобы взяться писать по данному предмету. Во всём христианском мире я наблюдал недостаток в ограничении отношений войны, чего даже варварские народы должны стыдиться; я наблюдал, как люди хватаются за оружие по незначительным причинам, или без причины вовсе, и когда оружие было поднято, все забывали о каком-либо уважении права, Бога и человека; это как будто, в соответствии общему решению, безумие дает всем свободу совершать любые преступления.
Трактат Гроция закрепил систему принципов так называемого естественного права, которые являются обязательными для всех людей и всех народов, несмотря на местный обычай. Работа состоит из трёх книг:
- Книга I развивает его концепцию войны и природной справедливости, рассматривая вопросы справедливой войны;
- Книга II определяет три «справедливых причины» для войны: самооборона, возмещение убытка и наказание; а также детально анализирует основные международно-правовые институты;
- Книга III обращается к вопросу, какими нормами руководствоваться, когда началась война; а также намечает пути к скорейшему прекращению всех войн.

Трактат Гроция имел огромный успех, к 1775 году появилось 77 изданий этой работы, большей частью на латыни, но также на голландском, французском, немецком, английском и испанском языках. На русском языке трактат впервые издан в 1902 году в вольном изложении Аркадия Пресса (издательство П. Сойкина), а в полном виде — в 1956 году под редакцией С. Б. Крылова.
Эта работа положила начало развитию современного международного права. Идеи Гроция получили развитие в трудах представителей школы чистого естественного права (Самуэль Пуфендорф, Христиан Томазий, Эмер де Ватель и другие мыслители).